# Top Chef Estrellas
Top Chef Estrellas es un reality show estadounidense creado por Telemundo, primer programa de su tipo en el canal. El formato viene del programa también estadounidense titulado; Top Chef, transmitido por Bravo TV desde el 8 de marzo de 2006. Esta producción planteó que 8 participantes, de diferentes lugares de Latinoamérica competirán por ser el mejor chef de Latinoamérica. El programa se estrenó el 16 de febrero de 2014 y fue emitido por última vez el 9 de marzo de 2014 teniendo como ganador a David Chocarro, bajo la conducción de la cubana Aylín Mujica.
La competencia contó con un jurado compuesto por Chef Lorena García, famosa presentadora, autora y una de las principales chef latinas de los Estados Unidos, que además compitió en la cuarta temporada “Top Chef Masters” de Bravo. Junto a ella estarán los famosos chefs Jaime Martín Del Campo y Ramiro Arvizu, dueños del galardonado restaurante “La Casita Mexicana” en Los Ángeles. Las ocho celebridades de la competencia son: Dra. Nancy Álvarez, Fernando Arau, Christian Chávez, David Chocarro, Christian de la Campa, Erika De La Rosa, Lorena Herrera y Cynthia Olavarría.
La segunda temporada de Top Chef Estrellas comenzó el 11 de enero de 2015 y contó con la participación de Gabriel Coronel, Kimberly Dos Ramos, Sissi Fleitas, Pedro Rivera, Fabián Ríos, Maripily Rivera, Henry Santos, el excampeón mundial de boxeo Fernando Vargas y Gabriela Vergara.

## Formato
Presentado por la estrella de telenovelas Aylín Mujica, ocho celebridades latinas competirán por el gran título de Top Chef y $100,000 que serán otorgados a una obra de caridad de preferencia del ganador. Dentro del formato del show se observará como los concursantes superan diferentes pruebas de fuego y pruebas eliminatorias para lograr convertirse en mejores chefs y lograr ganar el gran premio para sus fundaciones benéficas.

## Equipo del Programa
| Nombre                 | Profesión             |
| ---------------------- | --------------------- |
| Aylín Mujica           | Presentadora y actriz |
| Jaime Martín del Campo | Chef                  |
| Ramiro Arvizu          | Chef                  |
| Lorena García          | Chef                  |

## Participantes
| Participante                                                  | Edad | Resultado final                               |
| ------------------------------------------------------------- | ---- | --------------------------------------------- |
| David Chocarro Actor y modelo                                 | 33   | Ganador de Top Chef Estrellas                 |
| Fernando Arau Presentador de televisión, comediante y actor   | 61   | 2° Lugar de Top Chef Estrellas                |
| Erika de la Rosa Actriz                                       | 33   | 3° Lugar de Top Chef Estrellas                |
| Lorena Herrera Actriz y cantante                              | 46   | 5.ª Asistente de Cocina de Top Chef Estrellas |
| Christian de la Campa Modelo y actor                          | 33   | 4.° Asistente de Cocina de Top Chef Estrellas |
| Cynthia Olavarría Actriz, modelo y presentadora de televisión | 32   | 3.ª Asistente de Cocina de Top Chef Estrellas |
| Nancy Álvarez Psicóloga y presentadora de televisión          | 62   | 2.ª Asistente de Cocina de Top Chef Estrellas |
| Christian Chávez Cantante y actor                             | 30   | 1.° Asistente de Cocina de Top Chef Estrellas |

## Pruebas
En cada episodio los participantes serán sometidos a 3 pruebas para determinar si siguen en competencia si o no. A continuación se observara cuales y en que consisten las pruebas, estas son:
- Prueba de fuego: Al comienzo de cada episodio, los concursantes tienen instrucciones de preparar un plato rápido y relativamente sencillo, con ciertas limitaciones. Los dos mejores concursantes se convertirán en capitanes de equipo para la prueba eliminatoria, y el concursante que resulte último será eliminado (excepto en el primer episodio). Cuando un concursante es eliminado, este se convierte en asistente del equipo.

- Prueba eliminatoria: Luego de trabajar con invitados especiales que ayudan a entrenar a los concursantes en los fundamentos de la cocina, como cocinar con ciertos ingredientes y les proporcionan consejos útiles, las celebridades tienen que preparar un plato más complejo y temático. Al final de cada prueba eliminatoria, el concursante inferior queda eliminado, pierde su chaqueta de chef y se convierte en asistente del equipo. La última semana (y último reto) será preparar una comida completa para los invitados especiales.

- Bocado Decisivo: Tras la Prueba Eliminatoria, mientras el equipo ganador celebra la victoria, los perdedores esperan la decisión de los jueces. Los dos peores del equipo perdedor se enfrentarán en el Bocado Decisivo, un duelo, cara a cara, ante la atenta mirada de los jueces en el que deben preparar un bocado rápido y sabroso que se pueda comer de un mordisco. El mejor seguirá vivo en la competencia y el perdedor se convertirá en asistente.

## Prueba de fuego
Al comienzo de cada episodio, los concursantes tienen instrucciones de preparar un plato rápido y relativamente sencillo, con ciertas limitaciones. Los dos mejores concursantes se convertirán en capitanes de equipo para la prueba eliminatoria, y el concursante que resulte último será eliminado (excepto en el primer episodio). Cuando un concursante es eliminado, este se convierte en asistente del equipo.
| Episodio 1     | Episodio 1            |
| Ganadores      | Perdedores            |
| -------------- | --------------------- |
| Nancy Álvarez  | Cynthia Olavarría     |
| Lorena Herrera | Christian Chávez      |
| Episodio 2     |                       |
| Ganadores      | Perdedores            |
| Fernando Arau  | Nancy Álvarez         |
| Episodio 3     |                       |
| Ganadores      | Perdedores            |
| David Chocarro | Christian de la Campa |
| Episodio 4     |                       |
| Ganador        | Perdedor              |
| David Chocarro | Erika de la Rosa.     |

## Prueba Eliminatoria
Luego de trabajar con invitados especiales que ayudan a entrenar a los concursantes en los fundamentos de la cocina, como cocinar con ciertos ingredientes y les proporcionan consejos útiles, las celebridades tienen que preparar un plato más complejo y temático. Al final de cada prueba eliminatoria, el concursante inferior queda eliminado, pierde su chaqueta de chef y se convierte en asistente del equipo. La última semana (y último reto) será preparar una comida completa para los invitados especiales.
| Episodio 1     | Episodio 1    |
| Ganadores      | Perdedores    |
| Equipo Violeta | Equipo Rosa   |
| -------------- | ------------- |
| Lorena         | Nancy         |
| Fernando       | David         |
| Christian      | Erika         |
| Cynthia        | Christian     |
| Episodio 2     |               |
| Equipo Rojo    | Equipo Gris   |
| Fernando       | Lorena        |
| Cynthia        | Christian     |
| David          | Erika         |
| Christian      | Nancy         |
| Episodio 3     |               |
| Equipo Rosa    | Equipo Blanco |
| David          | Fernando      |
| Erika          | Lorena        |
| Episodio 4     |               |
| Equipo 1       | Equipo 2      |
| David          | Fernando      |
| Erika          | Nancy         |
| Lorena         | Christian     |
| Christian      | Cynthia       |

## Bocado Decisivo
Tras la Prueba Eliminatoria, mientras el equipo ganador celebra la victoria, los perdedores esperan la decisión de los jueces. Los dos peores del equipo perdedor se enfrentarán en el Bocado Decisivo, un duelo, cara a cara, ante la atenta mirada de los jueces en el que deben preparar un bocado rápido y sabroso que se pueda comer de un mordisco. El mejor seguirá vivo en la competencia y el perdedor se convertirá en asistente.
| Episodio 1    | Episodio 1          | Episodio 1          |
| Equipo Rosa   | En peligro          | Asistente de Cocina |
| ------------- | ------------------- | ------------------- |
| Nancy         | Christian David     | Christian           |
| David         | Christian David     | Christian           |
| Erika         | Christian David     | Christian           |
| Christian     | Christian David     | Christian           |
| Episodio 2    |                     |                     |
| Equipo Rojo   | En peligro          | Asistente de Cocina |
| Fernando      | Fernando Cynthia    | Cynthia             |
| Cynthia       | Fernando Cynthia    | Cynthia             |
| David         | Fernando Cynthia    | Cynthia             |
| Christian     | Fernando Cynthia    | Cynthia             |
| Episodio 3    |                     |                     |
| Equipo Blanco | Asistente de Cocina |                     |
| Fernando      | Lorena              |                     |
| Lorena        | Lorena              |                     |
| Episodio 4    |                     |                     |
| Finalistas    | Ganador             |                     |
| David         | David               |                     |
| Fernando      | David               |                     |

## Episodios

### Episodio 1
- Prueba de fuego:
  - Ganadores: Nancy Álvarez y Lorena Herrera
  - Perdedores: Cynthia Olavarría y Christian Chávez

- Prueba Eliminatoria: En este primer episodio los equipos violeta y rosa tuvieron que preparar un buffet para la fiesta de una quinceañera.
  - Equipo Violeta: Lorena Herrera, Fernando Arau, Christian de la Campa, Cynthia Olavarría.
  - Equipo Rosa: Nancy Álvarez, David Chocarro, Erika de la Rosa, Christian Chávez.
    - Ganadores: Equipo Violeta
    - Perdedores: Equipo Rosa

- Bocado Decisivo:
  - Equipo Rosa: Nancy Álvarez, David Chocarro, Erika de la Rosa, Christian Chávez.
  - En peligro: Christian Chávez y David Chocarro
  - Asistente de Cocina: Christian Chávez

### Episodio 2
- Prueba de fuego:
  - Ganadores: Fernando Arau
  - Perdedores: Nancy Álvarez

- Prueba Eliminatoria: En este segundo episodio los equipos Rojo y Gris tuvieron que preparar un plato especial que represente la pasión y el amor para parejas enamoradas.
  - Equipo Rojo: Fernando Arau, Cynthia Olavarría, David Chocarro, Christian Chávez.
  - Equipo Gris: Lorena Herrera, Nancy Álvarez, Christian de la Campa, Erika de la Rosa.
    - Ganadores: Equipo Gris
    - Perdedores: Equipo Rojo

- Bocado Decisivo:
  - Equipo Rojo: Fernando Arau, Cynthia Olavarría, David Chocarro, Christian Chávez.
  - En peligro: Fernando Arau y Cynthia Olavarría
  - Asistente de Cocina: Cynthia Olavarría

### Episodio 3
- Prueba de fuego:
  - Ganadores: David Chocarro
  - Perdedores: Christian de la Campa

- Prueba Eliminatoria: Los equipos deben preparar una comida para una familia de 10 personas solo con 25 dólares y con ayuda de algún familiar.
  - Equipo Rosa: David Chocarro y Erika de la Rosa.
  - Equipo Blanco: Lorena Herrera y Fernando Arau.
    - Ganadores: Equipo Rosa
    - Perdedores: Equipo Blanco

- Bocado Decisivo:
  - Equipo Blanco: Lorena Herrera y Fernando Arau.
  - En peligro: Lorena Herrera y Fernando Arau.
  - Asistente de Cocina: Lorena Herrera

### Episodio 4
- Prueba de fuego: Los 3 últimos participantes fueron ubicados frente a una mesa con 9 campanas; 3 grandes y 6 pequeñas, en las campanas grandes son los alimentos que van a usar y en las pequeñas los ingredientes. Los participantes tendrán que elegir una campana grande y 1 pequeña para ver que tienen que cocinar.
  - Ganador: David Chocarro.
  - Perdedor: Erika de la Rosa.

- Prueba Eliminatoria: Los equipos deben preparar y servir una cena de 3 platos en solo 2 horas.
  - Equipo 1: David Chocarro, Erika de la Rosa, Lorena Herrera y Christian Chávez.
  - Equipo 2: Fernando Arau, Nancy Álvarez, Christian de la Campa y Cynthia Olavarría.

- Bocado Decisivo:
  - Finalistas: David Chocarro y Fernando Arau.
  - Ganador: David Chocarro.

## Segunda temporada
La segunda temporada de Top Chef Estrellas comenzó a emitirse el 11 de enero de 2015 por Telemundo y finalizó el 8 de marzo de 2015.

## Concursantes
| Concursantes       | Concursantes    | Edad      | Procedencia                               | Ocupación                | Duración       | Información |
| ------------------ | --------------- | --------- | ----------------------------------------- | ------------------------ | -------------- | ----------- |
|                    | Gabriel Coronel | 27 años   | Barquisimeto                              | Actor, cantante y modelo | 56 días        | Ganador     |
| Judith Grace       | 53 años         | Monterrey | Presentadora                              | 56 días                  | Subcampeona    |             |
| Gabriela Vergara   | 40 años         | Caracas   | Actriz, modelo y presentadora             | 49 días                  | 8.ª eliminada  |             |
| Kimberly Dos Ramos | 22 años         | Caracas   | Actriz, modelo, cantante y animadora      | 35 días                  | 7.ª eliminada  |             |
| Sissi Fleitas      | 39 años         | La Habana | Actriz, modelo y presentadora             | 35 días                  | 6.ª eliminada  |             |
| Maripily Rivera    | 37 años         | Ponce     | Actriz, exreina de belleza y presentadora | 35 días                  | 5.ª eliminada  |             |
| Fabián Ríos        | 34 años         | Curití    | Modelo y actor                            | 28 días                  | 4.° eliminado  |             |
| Fernando Vargas    | 37 años         | Oxnard    | Boxeador retirado                         | 21 días                  | 3.er eliminado |             |
| Henry Santos       | 35 años         | Moca      | Cantante                                  | 14 días                  | 2.° eliminado  |             |
| Pedro Rivera       | 79 años         | La Barca  | Cantante, padre de Jenni Rivera           | 7 días                   | 1.er eliminado |             |

### Estadísticas semanales
|          | Gala 1    | Gala 2    | Gala 3    | Gala 4    | Gala 5    | Gala 6   | Semifinal | Final       |
| -------- | --------- | --------- | --------- | --------- | --------- | -------- | --------- | ----------- |
| Gabriel  | Nominado  | Nominado  | Nominado  | Nominado  | Nominado  | Nominado | Nominado  | Ganador     |
| Judith   | Inmune    | Nominada  | Favorita  | Nominada  | Nominada  | Nominado | Nominado  | Subcampeona |
| Gabriela | Favorita  | Inmune    | Inmune    | Nominada  | Nominada  | Nominada | Eliminada |             |
| Kimberly | Inmune    | Favorita  | Inmune    | Nominada  | Eliminada |          |           |             |
| Sissi    | Inmune    | Salvada   | Nominada  | Nominada  | Eliminada |          |           |             |
| Maripily | Inmune    | Inmune    | Inmune    | Nominada  | Eliminada |          |           |             |
| Fabián   | Nominado  | Salvado   | Nominado  | Eliminado |           |          |           |             |
| Fernando | Nominado  | Salvado   | Eliminado |           |           |          |           |             |
| Henry    | Nominado  | Eliminado |           |           |           |          |           |             |
| Pedro    | Eliminado |           |           |           |           |          |           |             |

     Concursante cuyo plato fue considerado el mejor en la prueba de fuego.
     Concursante que fue salvado por el jurado, tras perder la prueba por equipos.
     Equipo que ganó la prueba y pasa directamente a la siguiente gala.
     Concursante cuyo plato fue considerado el "mejor" de la prueba de eliminación.
     Concursante que fue a la prueba de eliminación y fue salvado por el jurado.
     Concursante que estuvo a punto de ser expulsado, pero fue "salvado" por el jurado en el "último momento".
     Concursante que fue eliminado en la prueba de eliminación.
     El concursante fue subcampeón.
     El concursante fue ganador.

## Palmarés«Top Chef Estrellas»
| Edición                             | Fecha | Ganador(a)      | Subcampeón(a) | Tercer lugar     |
| ----------------------------------- | ----- | --------------- | ------------- | ---------------- |
| Top Chef Estrellas: Primera edición | 2014  | David Chocarro  | Fernando Arau | Erika de la Rosa |
| Top Chef Estrellas: Segunda edición | 2015  | Gabriel Coronel | Judith Grace  | Gabriela Vergara |